# Saint-Victor-de-Cessieu
Saint-Victor-de-Cessieu è un comune francese di 2 163 abitanti situato nel dipartimento dell'Isère della regione dell'Alvernia-Rodano-Alpi.

## Società

### Evoluzione demografica
Abitanti censiti